# Ошкош (Вісконсин)
О́шкош (англ. Oshkosh) — місто (англ. city) в США, адміністративний центр округу Віннебаго штату Вісконсин. Населення — 66 816 осіб (2020). Місто розташоване на берегах річки Фокс при впадінні її в озеро Віннебаґо, та на західному його березі.

## Коротка історія

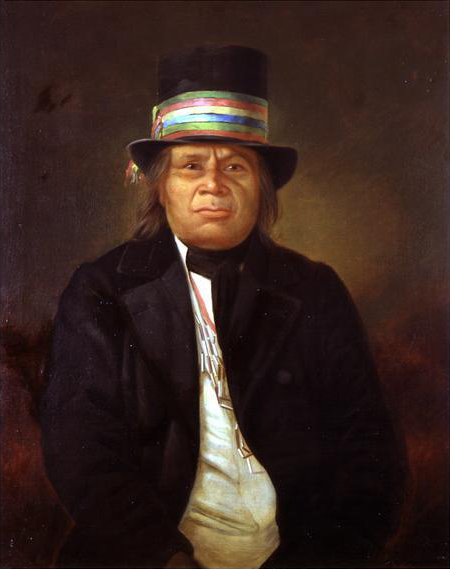
Ошкош, вождь народу Меноміні, ім'я якого носить місто

До колонізації Америки землі площею близько 10 мільйонів акрів в районі сучасного штату Вісконсин та верхньої частини півострова, де розташований сучасний штат Мічиган, заселяли племена індіанського народу Меноміні. З появою колонізаторів корінне населення поступово витіснялося із цих земель і було змушене переселитись у відведені для нього резервації. Після переселення площі проживання народу Меноміні звузилися до 916,581 км², де зараз мешкає близько 8 700 осіб.
У 1818 році на місці розташування сучасного міста було побудовано торговельну факторію, яка згодом розрослася у деревообробне поселення Афіни (англ. Athens), вперше про яке згадується у 1836 році. У 1838 році на честь вождя народу Меноміні поселення Афіни отримало сучасну назву Ошкош, що у перекладі з оджибве означає Кіготь.
У 1853 році поселення отримало статус міста. У місті стрімко розвивалася деревообробна промисловість і на кінець 19-го століття місто прославилося як «Тирсова столиця світу». На той час практично усі міські будівлі являли собою дерев'яні конструкції. 28 квітня 1875 року відбулась масштабна пожежа, яка знищила практично усю центральну вулицю, 70 магазинів, 40 фабрик та близько 500 будинків і завдала суттєвих збитків.

## Географія
Ошкош розташований за координатами 44°1′21″ пн. ш. 88°33′44″ зх. д. / 44.02250° пн. ш. 88.56222° зх. д. (44,022628, −88,562352). За даними Бюро перепису населення США у 2010 році місто мало площу 68,91 км², з яких 66,28 км² — суходіл та 2,63 км² — водойми.

### Клімат
| Клімат : Ошкош                                                      | Клімат : Ошкош | Клімат : Ошкош | Клімат : Ошкош | Клімат : Ошкош | Клімат : Ошкош | Клімат : Ошкош | Клімат : Ошкош | Клімат : Ошкош | Клімат : Ошкош | Клімат : Ошкош | Клімат : Ошкош | Клімат : Ошкош | Клімат : Ошкош |
| Показник                                                            | Січ.           | Лют.           | Бер.           | Квіт.          | Трав.          | Черв.          | Лип.           | Серп.          | Вер.           | Жовт.          | Лист.          | Груд.          | Рік            |
| Абсолютний максимум, °C                                             | 13,9           | 16,7           | 28,3           | 32,8           | 40,0           | 38,9           | 41,7           | 38,9           | 37,2           | 32,2           | 25,6           | 18,3           | 41,7           |
| Середній максимум, °C                                               | −3,5           | −1,7           | 4,4            | 12,8           | 19,9           | 25,3           | 28,2           | 26,9           | 22,4           | 15,4           | 6,4            | −1,1           | 12,9           |
| Середній мінімум, °C                                                | −12,9          | −11,7          | −5,6           | 1,7            | 7,9            | 13,5           | 16,2           | 15,1           | 10,7           | 4,5            | −2,4           | −9,6           | 2,3            |
| Абсолютний мінімум, °C                                              | −35,6          | −36,7          | −31,1          | −15            | −6,7           | −2,2           | 5,0            | 0,0            | −3,9           | −13,3          | −22,2          | −32,2          | −36,7          |
| Середня кількість сонячних годин на місяць                          | 155            | 170            | 186            | 210            | 279            | 300            | 310            | 279            | 210            | 155            | 120            | 124            | 2498           |
| Норма опадів, мм                                                    | 32             | 27             | 47             | 72             | 83             | 98             | 84             | 83             | 84             | 56             | 53             | 35             | 755            |
| Днів з опадами                                                      | 8              | 7              | 8              | 10             | 11             | 10             | 9              | 9              | 9              | 8              | 8              | 8              | 105,0          |
| ------------------------------------------------------------------- | -------------- | -------------- | -------------- | -------------- | -------------- | -------------- | -------------- | -------------- | -------------- | -------------- | -------------- | -------------- | -------------- |
| Джерело: WRCC and Weather Atlas (daily sunshine hours and UV index) |                |                |                |                |                |                |                |                |                |                |                |                |                |

## Демографія
Згідно з переписом 2010 року, у місті мешкали 66 083 особи у 26 138 домогосподарствах у складі 13 836 родин. Густота населення становила 959 осіб/км². Було 28 179 помешкань (409/км²).
Расовий склад населення:
| - 90,5 % — білих - 3,2 % — азіатів - 3,1 % — чорних або афроамериканців - 0,8 % — корінних американців |

До двох чи більше рас належало 1,7 %. Частка іспаномовних становила 2,7 % від усіх жителів.
За віковим діапазоном населення розподілялося таким чином: 18,6 % — особи молодші 18 років, 68,5 % — особи у віці 18—64 років, 12,9 % — особи у віці 65 років та старші. Медіана віку мешканця становила 33,5 року. На 100 осіб жіночої статі у місті припадало 104,9 чоловіків; на 100 жінок у віці від 18 років та старших — 105,5 чоловіків також старших 18 років.
Середній дохід на одне домашнє господарство становив 54 665 доларів США (медіана — 42 650), а середній дохід на одну сім'ю — 69 538 доларів (медіана — 59 327). Медіана доходів становила 42 338 доларів для чоловіків та 33 095 доларів для жінок. За межею бідності перебувало 17,9 % осіб, у тому числі 20,4 % дітей у віці до 18 років та 7,8 % осіб у віці 65 років та старших.
Цивільне працевлаштоване населення становило 32 745 осіб. Основні галузі зайнятості: виробництво — 22,7 %, освіта, охорона здоров'я та соціальна допомога — 21,1 %, роздрібна торгівля — 14,2 %, мистецтво, розваги та відпочинок — 12,8 %.

## Промислові підприємства
Найбільшими роботодавцями у м. Ошкош є виробники пластикової упаковки Bemis Company, Inc. та спеціальних транспортних засобів Oshkosh Corporation, основні виробничі потужності якої розташовані поряд із регіональним аеропортом округу Віннебаґо ім. Стіва Вітмена (Steve Wittman). До відомих компаній міста також відноситься OshKosh B'Gosh — виробник дитячого одягу та комбінезонів типу «overall» (комбінезони з короткими рукавами або без них).

## Культура та освіта

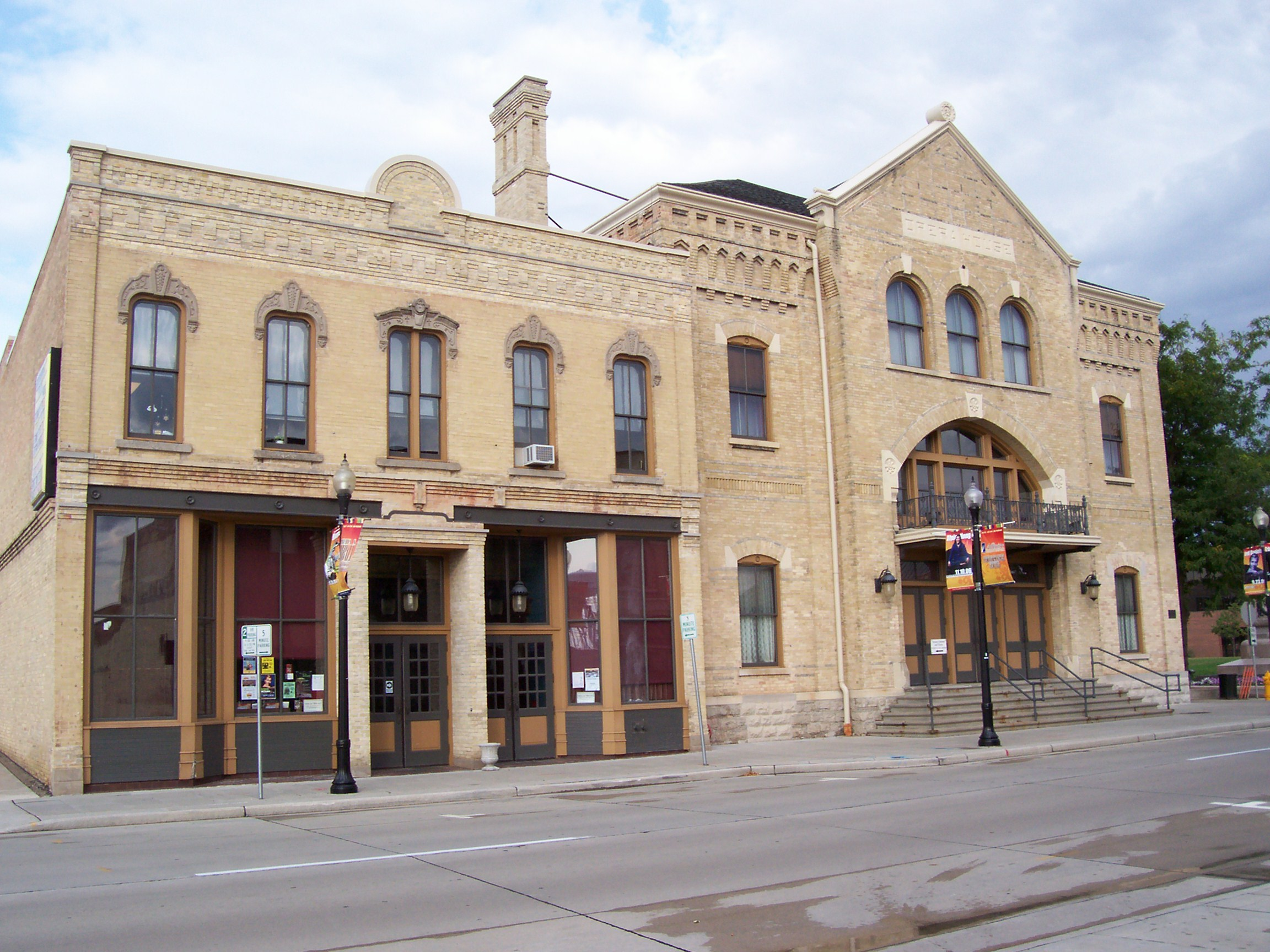
Ошкошський театр Гранд Опера

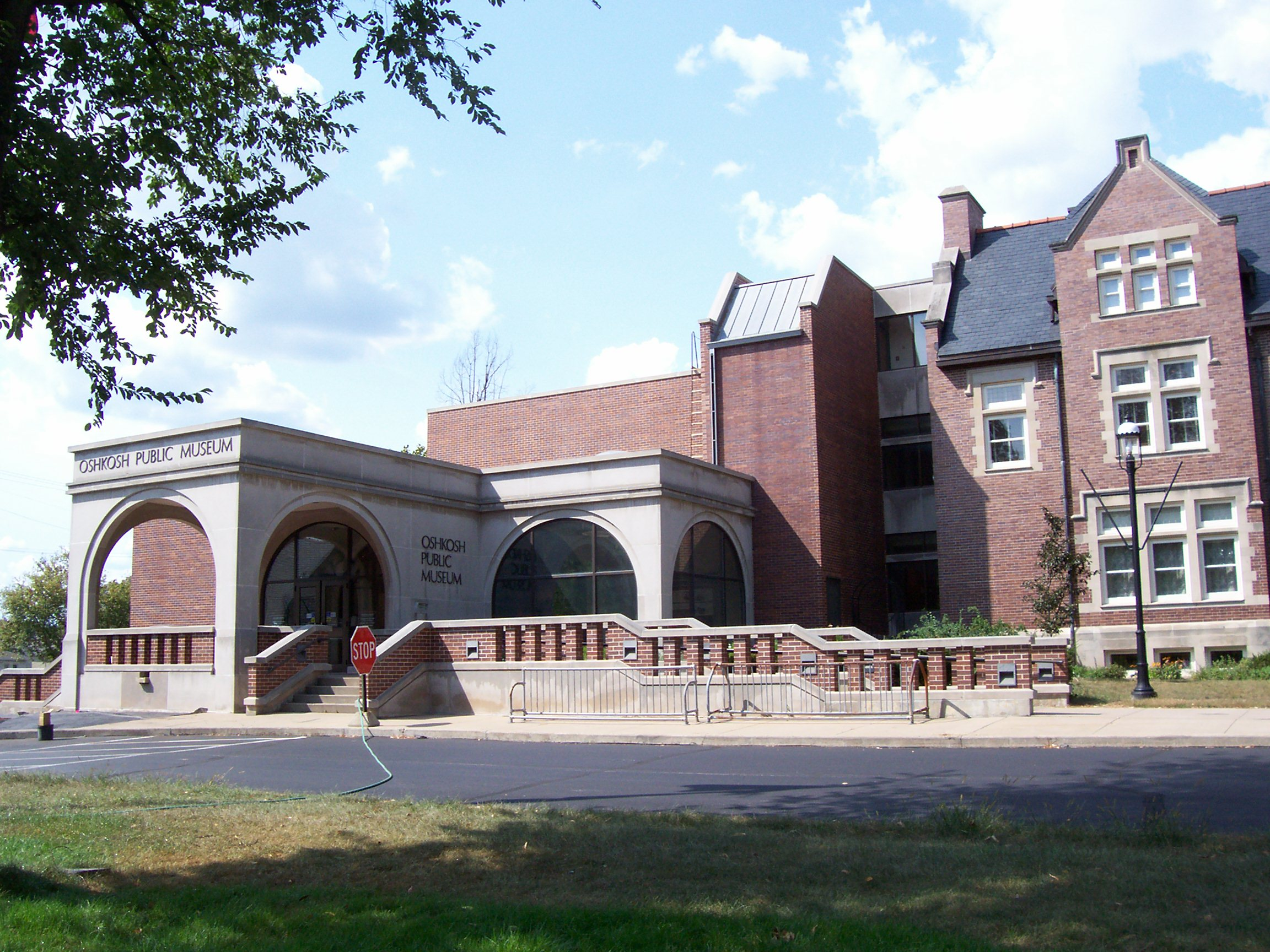
Публічний музей міста Ошкош

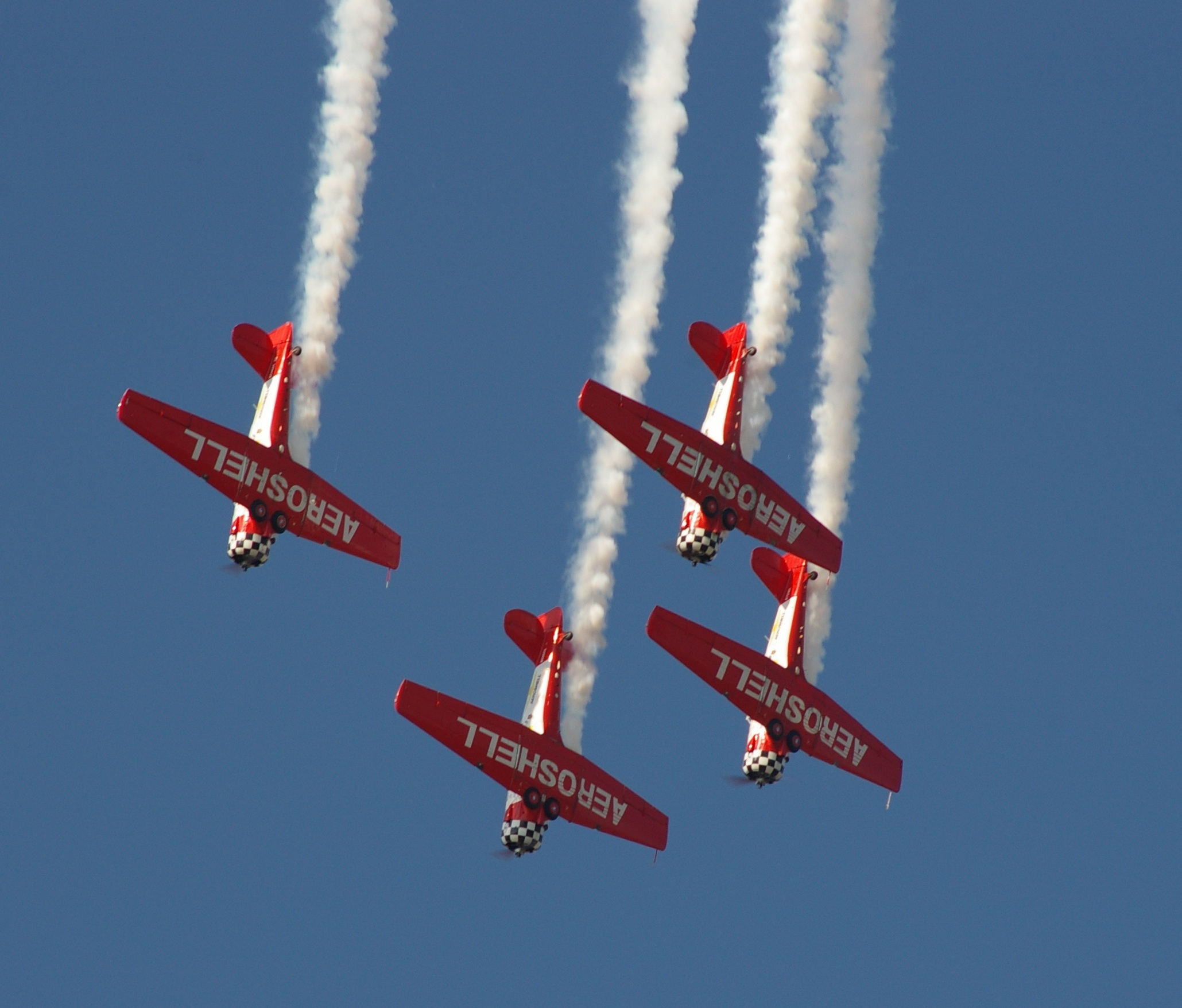
Повітряна акробатика на авіашоу у 2007 році

У 1883 році у місті було споруджено оперний театр, нині — Ошкошський театр Гранд Опера (англ. Oshkosh Grand Opera House), який працює і донині. У 2009 —2010 роках було проведено його реконструкцію.
У місті є Художній центр Пейна (англ. Paine Art Center and Gardens), що розмістився у садибі, розташованій на території ландшафтного парку магната Пейна. Центр та парк занесено до Національного реєстру історичних місць США. У центрі розмістилися історичний музей та художня галерея, яку прикрашають роботи американських митців французької барбізонської школи, скульптури, вироби із фаянсу. Парк прикрашають паркові скульптури та шедеври садово-паркового мистецтва.
У місті також є міська публічна бібліотека, військовий музей ветеранів збройних сил та міський публічний музей, розташований у будинку Едгара та Мері Соєр Джоел, який також занесено до Національного реєстру історичних місць США.
Галерея в центрі міста збирає велику кількість відвідувачів кожної першої суботи щомісячно протягом року. В Ошкоші проводяться численні музичні фестивалі й концерти, основними з яких є «Водні концерти» (англ. Waterfest concert), які проводять влітку у відкритому Водному амфітеатрі, що побудований над річкою Фокс.
Поряд із регіональним аеропортом округу Віннебаго ім. Стіва Вітмена розташований музей Асоціації експериментальних літальних засобів (англ. Experimental Aircraft Association — EAA), який базується на північ та схід від нього. Колекція музею нараховує близько 150 експериментальних літальних апаратів, спроєктованих, побудованих і випробуваних аматорами і фанатами авіації та фахівцями асоціації. Асоціація має власний «піонерський аеродром», організовує і проводить щорічні літні авіашоу ентузіастів-авіаторів, у яких також беруть участь і авіавиробники зі світовими іменами, військово-повітряні сили США та НАСА. На авіашоу у різні роки побували такі відомі літаки як «невидимка» Lockheed SR-71 Blackbird, «небесні вантажівки» Super Guppy та Airbus Beluga, фантастичний Вояджер, побудований Бертом Рутаном, «гроза комарів і не тільки» Raptor, конвертоплан Bell Boeing V-22 Osprey тощо.
У Ошкоші розташований третій за величиною університет штату Вісконсин — Ошкошське відділення Вісконсинського університету (англ. University of Wisconsin–Oshkosh), який входить до «Системи університетів Вісконсину» (англ. University of Wisconsin System). Окрім нього, у місті дві вищі школи, мережа середніх та початкових шкіл, а також, вищі та середні приватні школи і технічний коледж.

## Видатні особистості
Із містом Ошкош пов'язані імена таких видатних особистростей:
- Ошкош — вождь індіанського народу Меноміні, ім'ям якого назване місто;
- Льюїс Гайн — американський соціолог і фотограф, який народився в Ошкоші і боровся за права робітників, емігрантів і проти застосування дитячої праці на виробництві;
- Карл Леммле — засновник відомої американської кіностудії Universal Studios, який в юні роки проживав і працював в Ошкоші;
- Кевін Макдональд — психолог, професор Університету штату Каліфорнія в Лонг-Біч, який народився в Ошкоші і якого звинувачують у антисемітизмі за його наукові праці;
- Пол Говард Побережний (Paul Howard Poberezny) — американський авіатор та авіаконструктор українського походження, який заснував та очолив Асоціацію експериментальних літальних засобів у 1953 році й був великим ентузіастом і пропагандистом аматорських літаків; його було почесно введено до Зали Слави національної авіації в Дейтоні, штат Огайо у 1999 році;
- Томас Пол Побережний (Thomas Paul Poberezny) — американський авіатор та чемпіон з аеробатики (повітряної акробатики) українського походження, який заступив свого батька на посаді голови Асоціації експериментальних літальних засобів, і якого 1.10.2016 почесно ввели до Зали Слави національної авіації (National Aviation Hall of Fame), де він наразі перебуває поруч із татом та Ігорем Сікорським.